# Moanin’ (Jazzstandard)
Moanin’ ist ein Jazz-Titel, den Bobby Timmons 1958 komponierte; 1959 wurde der Song im Verlag Estella Music Corporation und von Art Blakey und seinen Jazz Messengers auf deren gleichnamigem Album veröffentlicht. Im selben Jahr schrieb Jon Hendricks einen Text. Das Stück entwickelte sich rasch zum Jazzstandard.

## Entstehungsgeschichte
Die ersten acht Takte des Songs spielte Bobby Timmons in den Pausen zwischen den Stücken mit den Jazz Messengers; Benny Golson (damals musikalischer Leiter der Band) forderte ihn auf, auch einen B-Teil zu konzipieren, was Timmons machte. Für ein (dann nicht verwirklichtes) Columbia-Album von Donald Byrd und Pepper Adams beauftragte John Hammond Jon Hendricks, einen Text zu schreiben, den Oliver Shearer singen sollte; nachdem das Stück nicht realisiert wurde, nahm Hendricks im August 1959 den Titel mit seiner eigenen Gruppe auf.

## Kennzeichen des Songs
Moanin’ ist ein Song in der Liedform AABA und umfasst 32 Takte; das Thema ist in einer Bluestonleiter verfasst, „beschränkt auf die Töne f, as, b, h, c, es.“ Das Stück ist als Call and Response aufgebaut: „Vier Einzelphrasen, denen stets zwei Akkorde (Bb und F) antworten (Jon Hendricks betextete sie mit ‚Yes Lord‘) bilden im A-Teil“ den Wechselgesang von Prediger und Gemeinde in einem Gottesdienst nach. Die plagale Kadenz Bb-F ist auch für das Amen in der Gospelkirche typisch. „Der B-Teil swingt dagegen "funky", als wollte die Gemeinde die Ekstase einüben, die dann in den Soli ausbricht.“

## Erstaufnahme und früher Erfolg
Am 30. Oktober 1958 spielte Blakey Moanin’ ein. Es erschien im Januar 1959 auf dem Blue-Note-Album Art Blakey and the Jazz Messengers, das nach kurzer Zeit umbenannt wurde und nach seinem populärsten Titel als Moanin’ vermarktet wurde. Der Song wurde im Arrangement Benny Golsons von den Jazz Messengers bereits Ende 1958 auf einer Europatournee gespielt; nur wenige Tage später interpretierten auch europäische Musiker den Titel. Das Stück wurde „ein Dauerbrenner im Repertoire der Messengers.“

## Weitere Versionen
Bereits im Frühjahr 1959 nahmen Bob Flanigan und Art Farmer den Titel auf. Auch arrangierte Quincy Jones Moanin’ für seine Big Band. Im August folgte Lambert, Hendricks & Ross mit der ersten Vokalfassung des Titels. Shirley Scott, Dorothy Donegan und Johnny Dankworth nahmen 1960 Moanin’ auf, weiterhin die Gesangsgruppe Les Double Six „mit einer französischen Vocalese-Version nach Quincy Jones’ Vorlage.“ Funkorientierte Pianisten und Gitarristen wie beispielsweise Wes Montgomery und Ray Bryant sahen in Moanin’ so etwas wie ein obligatorisches Stück, das sie im Repertoire haben mussten. Auch „für unzählige Epigonen und Amateure bedeutet die Nummer bis heute die Eintrittskarte in die Welt des groovenden Soul Jazz.“

## Andere Stücke gleichen Namens
Bereits 1931 entstand Moanin’ (Harry White, Irving Mills), das u. a. von den Mills Blue Rhythm Band eingespielt wurde. 1959 veröffentlichte auch Charles Mingus einen gleichlautenden Titel.